# Diplacodes bipunctata
Diplacodes bipunctata is een libellensoort uit de familie van de korenbouten (Libellulidae), onderorde echte libellen (Anisoptera).
De wetenschappelijke naam Diplacodes bipunctata is voor het eerst geldig gepubliceerd in 1865 door Brauer.